# Musō Shinden-ryū
Musō Shinden-ryū (jap. 夢想神伝流) – styl walki, za którego twórcę uznaje się Hayashizaki Jinsuke Shinegobu. Po jego śmierci tradycję szkoły przejął Tamiya Taira-no-Hyoe Narimasa który, jak sam twierdził, był nauczycielem Ieyasu Tokugawy (późniejszego sioguna) oraz Hidetady (syna Ieyasu, także późniejszego sioguna).
W XVIII wieku Oryginalna szkoła Hayashizaki uległa podziałowi na dwie gałęzie: Shinomura i Tanimura. Szesnastym sokei gałęzi Shinamura był Hakudo Nakayama. Nakayama studiował Musō Jikiden Eishin Ryū pod kierunkiem Hosokawa Yoshimasa. W 1933 r. zaczął używać nazwy Musō Shinden Ryū Batto-Jutsu w stosunku do nauczanych przez siebie technik. Sensei Nakayama dokonał gruntownego przeglądu technik oraz podzielił formy w zależności od zaawansowania trenujących.

## Shoden (Poziom podstawowy)
Słowo shoden można tłumaczyć jako "wprowadzenie" lub "wstępny, początkowy przekaz". Formy tego poziomu zostały zapożyczone z Omori-ryū iaido prawdopodobnie około XVIII wieku.
- Shohatto (Shohatsuto)
- Sato (Hidarito)
- Uto (Migito)
- Atarito (Ushiro)
- Inyoshintai (Yaegaki)
- Ryuto (Ukenagashi)
- Junto (Kaishaku)
- Gyakuto (Tsukekomi or Oikiri)
- Seichuto (Tsukikage)
- Koranto (Oikaze)
- Gyakute Inyoshintai (Inyoshintai kaewaza, Hizakakoi)
- Batto (Nukiuchi)

## Chūden
Formy zostały zapożyczone ze stylu Hasegawa Eishin-ryū, który został utworzony w XVII wieku przez Hasegawa Chikaranosuke Eishin (Hidenobu). Hasegawa był siedemnastym Soke szkoły Musō Jikiden Eishin-ryū.
- Yokogumo
- Tora issoku
- Inazuma
- Ukigumo
- Yamaoroshi
- Iwanami
- Namigaeshi
- Urokogaeshi
- Takiotoshi
- Nukiuchi

## Okuden
Zwany także "poziomem sekretnym", lub "duchowym, wewnętrznym przekazem". Lista form została podzielona według kryterium pozycji z jakiej rozpoczyna się forma: suwari-waza - pozycja siedząca i tachi-waza - pozycja stojąca.
Suwari-waza
- Kasumi
- Sunekakoi
- Shihogiri
- Tozume
- Towaki
- Tanashita
- Ryozume
- Torabashiri
- Itomagoi 1
- Itomagoi 2
- Itomagoi 3

Tachi-waza
- Ikizure
- Tsure-dachi
- Somakuri
- Sodome
- Shinobu
- Yukichigai
- Sodesuri-gaeshi
- Mon-iri
- Kabezoi
- Uke-nagashi
- Ryohi-hikitsure
- Oikake-giri
- Gishiki

## Formy Kenjutsu (Kumitachi)
Współcześnie praktycznie nie są nauczane.
- Tachi Uchi no Kurai (12 form w pozycji stojącej, tachi kontra tachi)
- Kurai Tori (9 form w pozycji stojącej, tachi kontra tachi)
- Tsume Iai no Kurai (11 form w pozycji iai hiza, tachi kontra tachi)
- Daisho Tsume (8 form w pozycji iai hiza zwykle nieuzbrojony przeciwko tachi)
- Daisho Tachi Tsume (7 form, 6 w pozycji iai hiza 1 stojąca, nieuzbrojony przeciwko tachi)
- Tsume no Kurai (7 form w pozycji iai hiza przeciwko stojącemu przeciwnikowi)
- Daikendori (10 form, 6 daitō kontra daitō oraz 4 formy; shōtō kontra daitō)